# زیر پل آراکاوا
زیر پل آراکاوا (به ژاپنی: 荒川アンダー ザ ブリッジ Arakawa Andā za Burijji) یک مجموعه مانگا ژاپنی که توسط هیکارو ناکامورا نوشته شده‌است. این سری برای اولین بار در دسامبر ۲۰۰۴ و در مجلهٔ ژاپنی سینن یانگ گانگان شروع به چاپ شد. بر اساس نسخه مانگا، یک مجموعه تلویزیونی انیمه نیز به کارگردانی آکی‌یوکی شینبو، توسط استودیو شفت دستمایه اقتباس قرار گرفت، که پخش آن در شبکه تی‌وی توکیو از ۴ آوریل تا ۲۷ ژوئن ۲۰۱۰ ادامه داشت. فصل دوم انیمه نیز با عنوان زیر پل*۲ آراکاوا از اکتبر تا دسامبر ۲۰۱۰ پخش شد. داستان مجموعه درباره پسری ۲۲ ساله به نام کو (ریکو) ایچینومیا است و از هیچ چیز به اندازه اینکه زیر دِین کسی برود تنفر ندارد. اما هنگامی که دختری زیبا و مرموز به نام نینو جانش را نجات می‌دهد، مجبور می‌شود برایش نقش معشوقه را بازی کند. نینو همچنین ادعا می‌کند او یک بیگانه از سیاره ونوس است و زیر پلی در نزدیکی رود آراکاوا زندگی می‌کند.